# 静岡県道377号静岡清水自転車道線

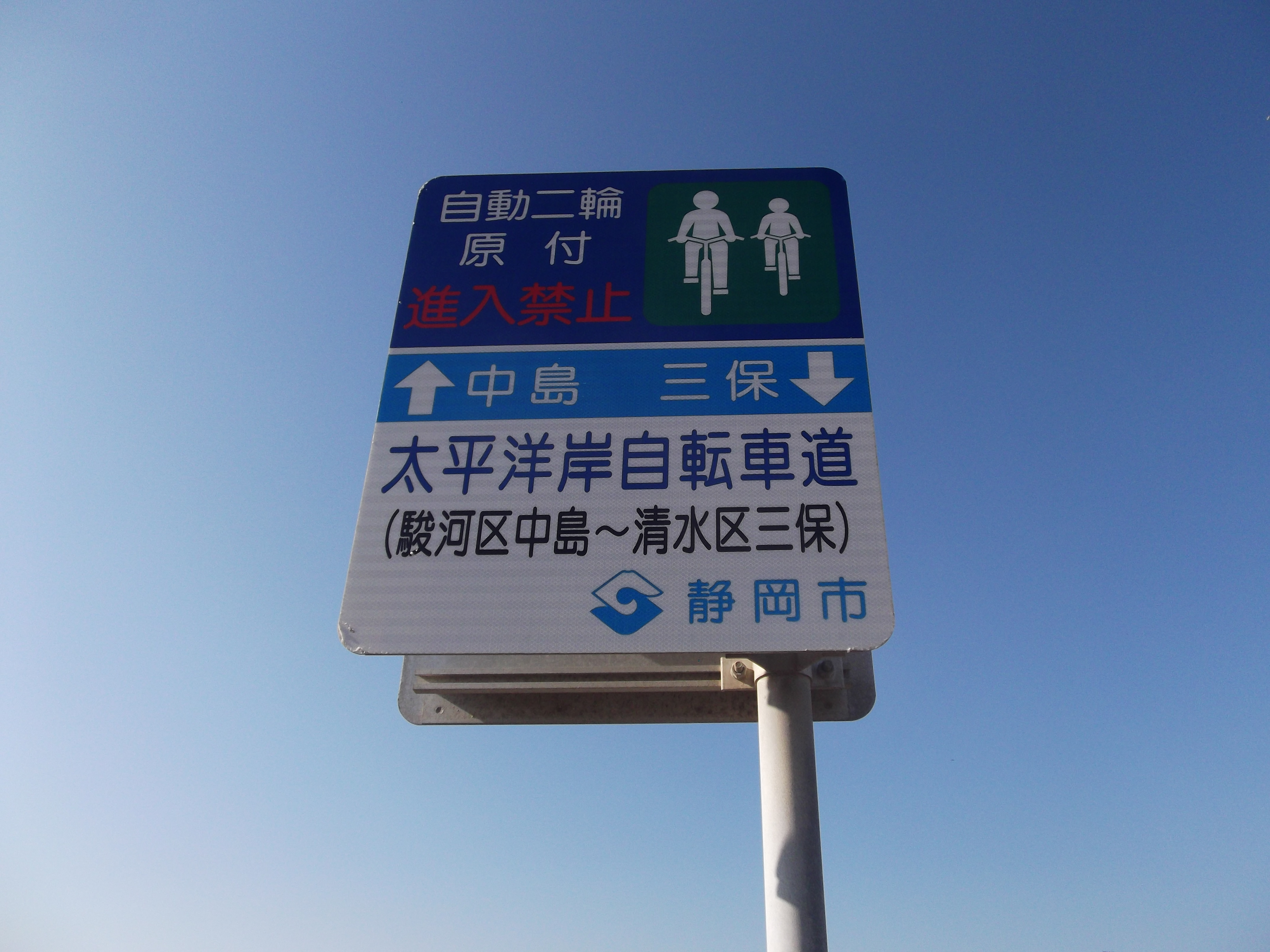
標識

静岡県道377号静岡清水自転車道線（しずおかけんどう377ごう しずおかしみずじてんしゃどうせん）は、静岡県静岡市駿河区および清水区を通る自転車道（県道）で、太平洋岸自転車道を構成する路線のひとつである。

## 概要
- 陸上距離：31.9km
- 起点：静岡市駿河区中島（国道150号南安倍川橋東詰）
- 終点：静岡市清水区横砂（国道1号交点）

三保半島の北側では旧国鉄清水港線の路盤（三保駅 - 折戸駅 - 巴川口駅）を通過する。

## 重複区間
- 国道150号（駿河区下島 - 清水区駒越南町）
- 静岡県道199号三保駒越線（清水区折戸 - 同区駒越南町）
- 国道150号（清水区駒越南町 - 羽衣橋北詰）
- 国道149号 （羽衣橋北詰 - 清水駅前交差点）
- 国道1号（清水駅前交差点 - 終点）

## 周辺
- 静岡市立中島中学校
- 大浜公園
- 久能山東照宮
- 三保の松原
- 清水灯台
- エスパルスドリームプラザ
- 清水駅